# Telesphore Placidus Toppo

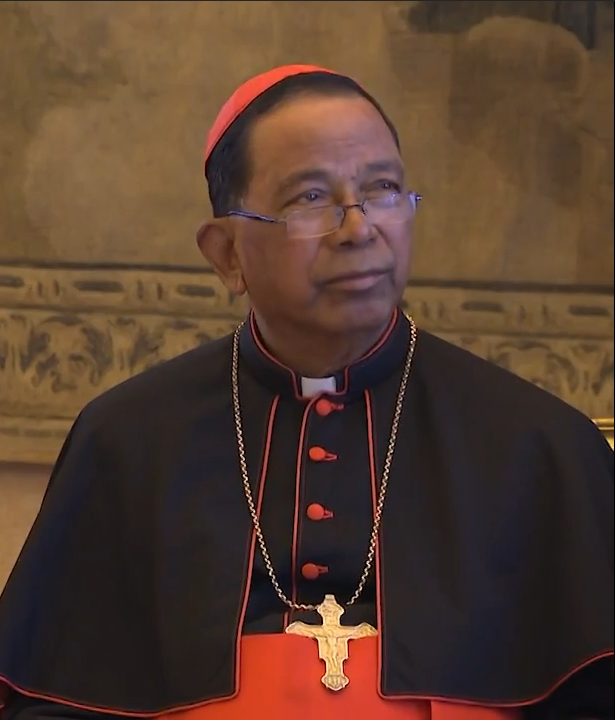
Telesphore Placidus Toppo (2017)

Toppos Kardinalswappen

Telesphore Placidus Kardinal Toppo (* 15. Oktober 1939 in Chainpur; † 4. Oktober 2023 in Ranchi) war ein indischer Geistlicher und römisch-katholischer Erzbischof von Ranchi.

## Leben
Telesphore Placidus Toppo empfing nach theologischen und philosophischen Studien im Jahre 1969 das Sakrament der Priesterweihe in Himmelried. Weitere Studien führten ihn an die Päpstliche Universität Urbaniana in Rom. Nach einigen Jahren in der Seelsorge und im Hochschuldienst wurde er am 8. Juni 1978 zum Bischof von Dumka berufen. Die Bischofsweihe spendete ihm Erzbischof Pius Kerketta am 7. Oktober desselben Jahres. 1984 ernannte ihn Papst Johannes Paul II. zum Koadjutorerzbischof, ein Jahr später dann zum Erzbischof von Ranchi. Im Jahre 2003 wurde Toppo als Kardinalpriester mit der Titelkirche Sacro Cuore di Gesù agonizzante a Vitinia in das Kardinalskollegium aufgenommen. 
Er war Präsident der Indischen Bischofskonferenz.
Kardinal Toppo nahm am Konklave 2005 teil, bei dem Benedikt XVI. zum Papst gewählt wurde. Ferner war er Teilnehmer am Konklave 2013, das Papst Franziskus wählte.
Papst Franziskus nahm am 24. Juni 2018 seinen altersbedingten Rücktritt an. Er verstarb am 4. Oktober 2023 in Ranchi.

## Fünftes Marianisches Dogma
Der Kardinal bat Papst Benedikt XVI. im Jahr 2008 darum, ein fünftes Marianisches Dogma über Maria als Miterlöserin einzuführen. Eine solche Erklärung würde es Nicht-Katholiken leichter machen, die Muttergottes zu verstehen. Dieses Votum unterstützten auch Kardinal Luis Aponte Martínez, emeritierter Erzbischof von San Juan, Puerto Rico; Kardinal Varkey Vithayathil, Erzbischof von Ernakulam-Angamaly, Indien; Kardinal Riccardo Vidal, Erzbischof von Cebu, Philippinen, und Kardinal Ernesto Corripio y Ahumada, emeritierter Erzbischof von Mexiko-Stadt. Hilfreich sei ein entsprechendes Dogma im interreligiösen Dialog mit den Muslimen, denen Maria durch den Koran vertraut ist. Sie gilt dort als „größte aller Frauen, ohne Sünde und jungfräulich“.

## Mitgliedschaften
Telesphore Placidus Kardinal Toppo war Mitglied folgender Institutionen der römischen Kurie:
- Kongregation für die Evangelisierung der Völker (ab 2003)[4]
- Päpstlicher Rat für den Interreligiösen Dialog (ab 2003)[4]
- Päpstlicher Rat für die Kultur (seit 2009)[5]
- Kardinalskommission des Istituto per le Opere di Religione  (ab 2013)[6]